# Adam Skirmunt
Adam Skirmunt (Skirmont) herbu Skirmunt – sędzia ziemski i ziemiański piński, wójt piński w latach 1773-1792, sędzia ziemski piński w latach 1773-1772, sędzia grodzki piński w latach 1772-1773, koniuszy piński w latach 1765-1772.
Poseł na Sejm Rozbiorowy (1773–1775) z powiatu pińskiego. Poseł na sejm grodzieński 1793 roku z powiatu pińskiego.